# Aire urbaine de Pontivy
L'aire urbaine de Pontivy est une aire urbaine française qui s'est développée autour de l'unité urbaine de Pontivy composée des communes de Pontivy et Le Sourn (Morbihan). Composée de 7 communes, elle comptait 23 211 habitants en 2013.

## Caractéristiques en 1999
D'après la délimitation établie par l'INSEE, l'aire urbaine de Pontivy est composée de 7 communes, toutes situées dans le Morbihan. 
Le pôle urbain est formé par l'unité urbaine constituée de Pontivy et Le Sourn.
Les 5 autres communes, dites monopolarisées, sont toutes des communes rurales.
En 1999, ses 22 427 habitants faisaient d'elle la 242e des 354 aires urbaines françaises.
L’aire urbaine de Pontivy appartient à l’espace urbain de Pontivy-Loudéac.
Le tableau suivant détaille la répartition de l'aire urbaine sur le département (les pourcentages s'entendent en proportion du département) :
| Département | Communes | Communes (%) | Superficie (km²) | Superficie (%) | Population (1999) | Population (%) |
| ----------- | -------- | ------------ | ---------------- | -------------- | ----------------- | -------------- |
| Morbihan    | 7        | 2,7          | 197,80           | 2,9            | 22 427            | 3,5            |

En 2008, la population s’élevait à 23 075 habitants, soit une augmentation annuelle moyenne de 0,8 % depuis le recensement de 1999.

## Les 7 communes de l’aire
Voici la liste des communes de l'aire urbaine de Pontivy. La population légale pour l'année 1999 est sans doubles comptes, à partir de l'année 2008, la population légale devient la population municipale selon les nouvelles définitions de l'INSEE.
| Code INSEE | Commune       | Type de commune              | Dép.     | Superficie (km²) | Population (1999) | Population (2008) | Densité (hab./km²) |
| ---------- | ------------- | ---------------------------- | -------- | ---------------- | ----------------- | ----------------- | ------------------ |
| 56016      | Bieuzy        | Commune rurale monopolarisée | Morbihan | +0018,98         | +00 000708,       | +0743,            | +00040,46          |
| 56076      | Guern         | Commune rurale monopolarisée | Morbihan | +0047,01         | +0 0001 398,      | +1 458,           | +00031,76          |
| 56125      | Malguénac     | Commune rurale monopolarisée | Morbihan | +0038,45         | +0 0001 657,      | +1 736,           | +00046,79          |
| 56146      | Neulliac      | Commune rurale monopolarisée | Morbihan | +0030,99         | +0 0001 465,      | +1 525,           | +00050,53          |
| 56178      | Pontivy       | Commune du pôle urbain       | Morbihan | +0024,85         | +00013 508,       | +13 693,          | +00591,35          |
| 56237      | Saint-Thuriau | Commune rurale monopolarisée | Morbihan | +0021,47         | +0 0001 848,      | +1 897,           | +00091,71          |
| 56246      | Le Sourn      | Commune du pôle urbain       | Morbihan | +0016,05         | +0 0001 843,      | +2 023,           | +00130,49          |
|            | Total         |                              |          | +0197,8          | +00022 427,       | +23 075,          | +00123,29          |